# Двенадцать (фильм, 2010)
«Двена́дцать» (англ. Twelve) — художественный фильм Джоэла Шумахера, экранизация одноимённого романа Ника Макдонелла. Премьера в США прошла 29 января 2010 года. В фильме рассказывается об употреблении наркотиков, насилии и беспорядочных сексуальных отношениях среди золотой молодёжи Верхнего Ист-Сайда.

## Сюжет
В фильме рассказывается о жизни семнадцатилетнего юноши, сыне ресторанного магната, по кличке Белый Майк. За несколько лет до событий, показываемых в фильме, его мать умирает от рака молочной железы. Белый Майк — торговец наркотиками, который решил посвятить свой последний год в школе тому, чтобы продавать наркотики своим богатым одноклассникам. Когда он не торгует наркотиками, он предаётся воспоминаниям о своём детстве и философствованию на тему того, что он не ощущает себя частью окружающего его мира. Название фильма является отсылкой к новому наркотику, которым торгует Белый Майк, главный герой фильма. Наркотик описывается как нечто среднее между кокаином и экстези.

## В ролях
- Чейс Кроуфорд — Белый Майк
- Рори Калкин — Крис
- Эмма Робертс — Молли
- 50 Cent — Лайонел
- Чарли Сэкстон — Марк Ротко
- Джермэйн Кроуфорд — Нана
- Билли Магнуссен — Клод
- Эмили Мид — Джессика
- Эсти Гинзбург — Сара Ладлоу
- Джереми Аллен Уайт — Чарли
- Эрик Пер Салливан — Тимми